# Escut del Iemen
L'escut del Iemen fou adoptat el 22 de maig de 1990.

## Descripció
Es tracta d'una àguila d'or amb les ales esteses que té damunt el pit un escut d'argent on es representa una planta de cafè al natural damunt una presa d'or (en al·lusió a la presa de Marib), sota la qual hi ha un llac format per quatre faixes ondades d'atzur i tres d'argent alternades.
L'àguila sosté amb les urpes una cinta d'or que conté una inscripció en àrab amb el nom oficial de l'Estat: الجمهورية اليمنية (al-Jumhūriyya al-Yamaniyya, «República del Iemen»). Al voltant, dues banderes nacionals passades en sautor.

## Escuts històrics
De 1945 a 1990 el Iemen va estar dividit en dos estats, el Iemen del Nord i el Iemen del Sud (abans, Federació d'Aràbia del Sud). El Iemen del Nord tenia un escut molt similar a l'utilitzat actualment per la República del Iemen, amb l'àguila d'argent, i l'escut d'armes que duia l'àguila al pit té semblances amb el que feia servir l'antic regne mutawakilita (1918-1962). El Iemen del Sud tenia un escut similar al d'Egipte i l'Iraq —i, antigament, Síria i Líbia—, amb l'Àguila de Saladí.

Federació d'Aràbia del Sud, 1962-1967
Iemen del Sud (República Popular del Iemen del Sud), 1967-1970
Iemen del Sud (República Democràtica Popular del Iemen) 1970-1990